# رابط مکانیکی

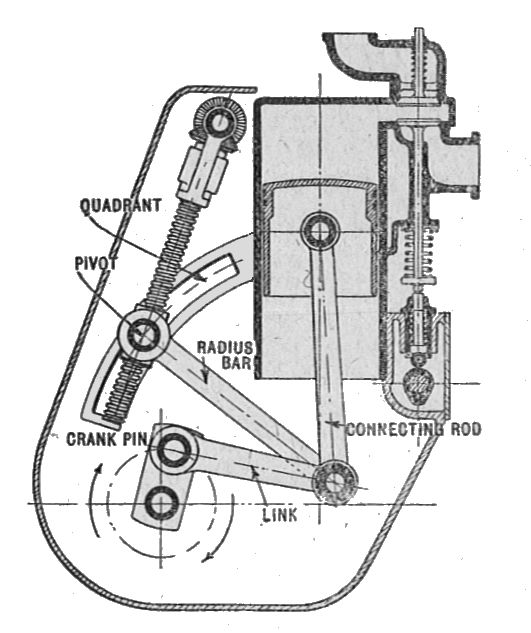
موتور با طول حرکت پیستون (استروک) متغیر که نمونه ای از یک رابط مکانیکی است

رابط مکانیکی (به انگلیسی: Mechanical linkage) مجموعه ای از اجسامی است که برای مدیریت نیروها و حرکات به یکدیگر متصل می‌شوند. حرکت یک جسم یا رابط، به کمک علم هندسه مورد مطالعه قرار می‌گیرد، به همین دلیل رابط‌ها را صلب در نظر می‌گیرند. اتصالات بین لینک‌ها به صورت حرکت ایدئال مدل می‌شوند، برای مثال دوران خالص یا حرکت کشویی، و اتصال (Joint) نامیده می‌شوند. رابطی که به شکل یک شبکه از اتصالات صلب و مفصل‌های ایدئال مدل شده‌است را یک زنجیره سینماتیکی می‌نامند.
اتصالات ممکن است از زنجیرهای باز، زنجیرهای بسته یا ترکیبی از زنجیر باز و بسته ساخته شوند. هر پیوند در یک زنجیره با یک اتصال به یک یا چند لینک دیگر متصل می‌شود؛ بنابراین، یک زنجیره سینماتیک را می‌توان به عنوان یک گراف که در آن رابط‌ها مسیر هستند و اتصال‌ها رأس هستند، مدل‌سازی کرد که به عنوان گراف رابط نامیده می‌شود.

اتصال آینه قابل انعطاف از مجموعه ای از رابط‌های رمبو (rhombus) یا رابط‌های قیچی ساخته شده‌است.

حرکت اتصال ایدئال به‌طور کلی با یک زیر گروه از جابجایی‌های اقلیدسی مرتبط است. تعداد پارامترهای موجود در زیرگروه درجه آزادی (DOF) اتصال نامیده می‌شود. رابط‌های مکانیکی معمولاً برای تبدیل نیرو و حرکت ورودی داده شده به یک نیرو و حرکت خروجی مورد نظر طراحی می‌شوند. نسبت نیروی خروجی به نیروی ورودی به عنوان مزیت مکانیکی اتصال شناخته می‌شود، در حالی که نسبت سرعت ورودی به سرعت خروجی به عنوان نسبت سرعت شناخته می‌شود. نسبت سرعت و مزایای مکانیکی طوری تعریف می‌شوند، به طوری که آنها یک عدد مشابه را در اتصال ایدئال تولید می‌کنند.
زنجیره سینماتیکی که در آن حداقل یک رابط در جای خود ثابت باشد، مکانیسم نامیده می‌شود و رابطی که برای ثابت بودن طراحی شده باشد سازه نامیده می‌شود.

## کاربرد
اهرم شاید یکی از ساده‌ترین رابط‌های مکانیکی موجود در دنیا باشد، که یک رابط است که حول یک تکیه‌گاه که بر روی زمین ثابت است دوران می‌کند. اگر دو اهرم توسط یک میله طوری به یکدیگر متصل شوند که نیروی وارده به یکی، به دیگری نیز منتقل شود، رابط چهارمیله‌ای شکل می‌گیرد. به این میله‌ها لنگ (Crank) و به تکیه‌گاه‌ها محور (لولا) گفته می‌شود. میل رابط (شاتون) (connecting rod) کوپلر نیز خوانده می‌شود.
رابط‌های مکانیکی (Linkage) از اجزای اصلی ماشین‌ها و ابزارها هستند. مثال‌های آن از رابط‌های مکانیکی ساده‌ای مانند انبردست و مثال‌هایی پیچیده‌ای مانند اجزای روباتیک می‌باشد. یکی از معروف‌ترین رابط‌های مکانیکی چهارمیله‌ای، موتور احتراق داخلی پیستونی می‌باشد.

## تاریخچه
ارشمیدس از هندسه برای اولین بار برای مطالعه اهرم استفاده کرد. تا سال‌های ۱۵۰۰ کارهای ارشمیدس و هرون اسکندرانی تنها کارهای اصلی در زمینه تئوری ماشین‌ها بود. پس از آن لئوناردو

مکانیزم میل‌لنگ-لغزنده در یک موتور بخار که در آن قطعه Crosshead، پیستون و میل‌لنگ را به هم متصل می‌کند

داوینچی روح تازه ای به مطالعه ماشین‌ها و مکانیزم‌ها بخشید. در اواسط ۱۷۰۰ موتورهای بخار اهمیت فراوانی پیدا کردند و جیمز وات بود که متوجه شد استفاده از سیلندرهای مختلف برای انجام عمل انبساط و تقطیر بخار، باعث افزایش راندمان موتور بخار می‌شود. این کشف باعث شد تا جیمز وات رابطی مکانیکی بسازد که می‌توانست حرکت دورانی را به حرکت خطی تبدیل کند و به رابط وات مشهور شد. این اختراع تازه باعث شد تا مهندسان شروع به مطالعه رابط‌هایی کنند که بتواند حتی به صورت تقریبی حرکت دورانی را به حرکت خطی تبدیل کند؛ و در نهایت جِی. جِی سیلوستر در مورد رابطی به نام رابط پیچلیر (Peaucellier–Lipkin linkage) سخنرانی کرد که می‌توانست حرکت دورانی را به حرکتی کاملاً خطی تبدیل کند.
پس از کارهای جی. جی سیلوستر و با الهام از کارهای او، آلفرد برِی کِمپ نشان داد که می‌توان رابط‌های مکانیکی جمع و ضرب را طوری در یک سیستم سرهم کرد که از یک منحنی جبری خاص پیروی کند.
در اواخر دهه ۱۸۰۰، فرانتز رولِی (Franz Reuleaux), A. B. W. Kennedy و Ludwig Burmester تجزیه و تحلیل رابط‌های مکانیکی را با استفاده از هندسه تشریحی (descriptive geometry) فرمول‌بندی کردند و پاناتی چبی‌شف (Pafnuty Chebyshev) روش‌های تحلیلی بررسی و مطالعه رابط‌های مکانیکی را ارائه داد.
مطالعه مدرن رابط‌های مکانیکی شامل تجزیه و تحلیل و طراحی سیستم‌های شبیه‌سازی شده‌است که در روبات‌ها، ماشین‌ابزارها و سیستم‌های کلاسیک و tensegrity ظاهر می‌شود. این تکنیک‌ها نیز به سیستم‌های بیولوژیکی و حتی مطالعه پروتئین‌ها اعمال می‌شود.

## رابط‌های متداول
رابط میل‌لنگ-لغزنده(Slider-Crank linkage): رابط میل‌لنگ-لغزنده یک مکانیزم چهارمیله‌ای است که سه اتصال دورانی و یک اتصال لغزشی دارد. چرخش میل‌لنگ باعث لغزش یا جلو و عقب رفتن

مکاینزم میل لنگ-لغزنده در حالت‌های خروج از مرکزیت ۰ و ۱٫۲۵

لغزنده یا انبساط و انقباض گازهای مقابل پیستون در یک سیلندر می‌شود.
دو نوع مکانیزم میل‌لنگ-لغزنده وجود دارد: Inline و Offset.
Inline: در رابط میل‌لنگ-لغزنده نوع خطی یا Inline، لغزنده طوری تنظیم شده‌است که مسیر حرکت اتصال لولایی لغزنده، از درون اتصال لولایی میل لنگ عبور می‌کند.
Offset: اگر لغزنده طوری حرکت کند که مسیر حرکت اتصال لولایی لغزنده از درون اتصال لولایی میل لنگ عبور نکند، حرکت متقارن نخواهد بود. در این حالت لغزنده در یک جهت سریع تر از جهت دیگر حرکت خواهد کرد که به آن مکانیزم بازگشت-سریع می‌گویند.
رابط اسکاچ-یوغ(Scotch yoke):

مکانیزم اسکاچ-یوغ

مکانیزم اسکاچ-یوغ مکانیزمی است که برای تبدیل حرکت دورانی به رفت و برگشتی و برعکس استفاده می‌شود. در بسیاری از عملگرهای شیر از این مکانیزم برای تبدیل حرکت خطی سیلندرهای نیوماتیکی یا هیدرولیکی به حرکت دورانی و باز و بست کردن شیر استفاده می‌شود.